# L'Homme de la chambre 301
L'Homme de la chambre 301 (Huone 301) est une série télévisée finlandaise en six épisodes. Elle sort le 19 décembre 2019 sur Elisa Viihde. En France et en Allemagne, elle est diffusée à partir du 23 septembre 2021 sur Arte.

## Synopsis
À l'été 2007, alors que la famille Kurtti est réunie dans la maison familiale, le fils de Seppo, Tommi, un an et demi, est tué d'un coup de fusil. Le fils des voisins, Elias, 12 ans, est tenu pour responsable.
En 2019, douze ans plus tard, en Grèce où il a convié ses enfants et petits-enfants dans un hôtel luxueux, Risto, le grand-père de Tommi, tombe sur Leo, un homme qui ressemble à Elias, et se persuade qu'il s'agit de lui, obsédé par les circonstances de la mort de son petit-fils. D'autant que juste avant le départ pour la Grèce, il a reçu une lettre anonyme menaçante dont il soupçonne qu'elle émane d'Élias.
Mais Kalle, le rejeton du deuxième fils de Risto, Mikko, qui s'ennuie dans ce cadre certes luxueux mais plutôt aseptisé, se lie à Leo quand celui-ci lui propose de l'emmener faire de la varappe.
Seppo, séparé d'Olivia, la mère de Tommi et de ses deux filles adolescentes, refuse dans un premier temps de partir en Grèce avec le reste de la famille. C'est un alcoolique en rémission et il ne s'est jamais remis de la mort du petit. Mais à mesure que se dévoile le secret entourant le drame initial, il choisit de prendre les choses en main et s'envole pour la Grèce.

## Fiche technique
Sauf indication contraire, les informations mentionnées dans cette section peuvent être confirmées par les bases de données cinématographiques IMDb et Allociné,  présentes dans la section « Liens externes ».
- Titre français : L'Homme de la chambre 301
- Titre original : Huone 301
- Création : Kate Ashfield
- Réalisation : Mikko Kuparinen
- Scénario : Kate Ashfield
- Production : Kristina Rytkölä et Taavi Vartia
  - Producteurs : Kristina Rytkölä
  - Producteurs délégués : Kate Ashfield, Lilette Botasi, Eleanor Greene, Alan Sim, Seija-Liisa Eskola
- Distribution : Nea-Maria Törmänen
- Costumes : Karoliina Koiso-Kanttila et Hrysa Daponte (un épisode)
- Photographie : Tiia Öhman
- Costumes : Maaret Nikkinen, Saara Väre, Hrysa Daponte et Christina-Erato Raftopoulou
- Montage : Kim Saarniluoto
- Musique : Antony Bentley
- Pays d'origine :  Finlande
- Année de diffusion : 2019
- Diffuseur : Elisa Viihde
- Langue : finnois
- Durée des épisodes : 45 minutes
- Date de première diffusion :
  - Finlande : 19 décembre 2019
  - Allemagne, France : 23 septembre 2021

## Distribution
- Antti Virmavirta: Risto Kurtti, le père de Seppo et Mikko.
- Kaija Pakarinen: Eeva Kurtti, l'épouse de Risto.
- Jussi Vatanen: Seppo Kurtti, fils de Risto et père du petit Tommi.
- Leena Pöysti: Olivia Kurtti, ex-femme de Seppo et mère de Tommi.
- Andrei Alén: Mikko Kurtti, fils de Risto et père de Kalle.
- Kreeta Salminen: Leena Kurtti, femme de Mikko et mère de Kalle.
- Vilho Rönkkönen: Kalle Kurtti, fils de Mikko et Leena.
- Asta Friman: Anna Kurtti, fille de Seppo et Olivia.
- Linnea Skog: Tytti Kurtti, fille de Seppo et Olivia.
- Elias Gould: Leo
- Nika Savolainen: Nina
- Hilda Panula: Anna Kurtti (petite)
- Pinja Kivilahti: Tytti Kurtti (petite)
- Eliel et Oliver Lahdensuu: le petit Tommi Kurtti.
- Viljami Lahti: Elias Leppo
- Jarkko Lahti: Joel Leppo, père d'Elias.
- Eeva Soivio: Marta Leppo, mère d'Elias.
- Mikko Kauppila: Daniel
- Elias Salonen: Ellu
- Juha Varis: Pekka
- Vilma Sippola: Sonia
- Matti Onnismaa: l'agent de police Korhonen.